# Maison située 8 rue Sretena Adžića à Jagodina
La maison située 8 rue Sretena Adžića à Jagodina (en serbe cyrillique : Стара кућа у улици Сретена Аџића бр. 8 у Јагодини ; en serbe latin : Stara kuća u ulici Sretena Adžića br. 8 u Jagodini) se trouve à Jagodina et dans le district de Pomoravlje, en Serbie. Elle est inscrite sur la liste des monuments culturels protégés de la république de Serbie (identifiant no SK 2112),.

## Présentation
La maison a été construite en 1820.